# 田上達史
田上 達史（たのうえ さとし、1979年3月26日 - ）は、日本のビール職人である。神奈川県横浜市出身。2020年時点では東海道BEER川崎宿工場の醸造技師を務めている。

## 経歴

### ビール職人以前
田上が代表を務めていた風上麦酒製造のFacebookページにて、自己紹介として次の文章を投稿している。
『静岡県で生まれ、6歳からピアノの練習を開始、若くして才能を開花させ、バークリー音楽大学を首席で卒業、2011年に第53回グラミー賞「Best Contemporary Jazz Album」を受賞した上原ひろみと同じ日に生まれた。』
この文の静岡県から受賞したまでの部分はすべて上原ひろみに関する記述であり、この文の続きでグラミー賞にも未だエントリーされておらず静岡生まれでもないとあることから、田上の情報としては上原ひろみと同じ日に生まれたということのみと判断できる。これにより生年月日は上原ひろみと同じ1979年3月26日と分かる。また、数学を予備校の東大コースで教えていたという記述もある。この投稿に予備校講師時代の写真として載せていた画像は、明らかにディーン・フジオカのものである。
大学を卒業（物理学を専攻）後、物理の予備校講師として勤務。

### 風上麦酒製造時代
2016年7月、川崎市幸区南加瀬にビール醸造所『風上麦酒製造』を設立。名前の由来は「ビール界の風はここから起こす」という想いから。自身で醸造設備を設計・製作。「万人受けするビールは造らない」と宣言し、スパイスやハーブで強烈な香りと味をつけたビールが評判となり、全国に出荷する。
2017年10月17日に交通事故に会い、同11月30日に『風上麦酒製造』閉鎖を発表。2018年1月にて販売終了した。

### 東海道BEER時代
2018年12月21日、川崎市川崎区本町にて設立された『東海道BEER川崎宿工場』にて醸造技師として再びビール造りに携わる。そこではとにかく綺麗なビールにこだわっていると語っている。
2019年8月、マルハナバチの体内から抽出した酵母を使ったビール造りに成功する。ハチの体内酵母によるビール造りはこれが日本初である。酵母によって生み出される乳酸による強い酸味が特徴のサワービールである。商品名の『ゴールド・エクスペリエンス』は、田上が青春時代に熱狂していたキックボクシングイベントK-1のテーマソングが収録されたアメリカ人ミュージシャンプリンスのアルバムタイトルより付けられた。
2019年9月20日、台風15号の被害にあった千葉県鋸南町の鋸南ビールの支援を開始する。4日間に及んだ停電による品質劣化により廃棄が決定していた鋸南ビールの製品を田上がすべて引き取り、500円の寄付ごとに330mLの瓶1本を返礼として渡すという企画であり、東海道BEER川崎宿工場がSNSで拡散すると、クラフトビール同業者からその品質劣化した瓶を「うちでも扱いたい」という問い合わせが全国各地から届いた。
2020年5月2日、プロサッカークラブ川崎フロンターレとの共同開発により、オリジナルクラフトビール『FRO AGARI YELL（風呂上がりエール）』を発売する。
2021年2月3日、『第11回全国工場夜景サミットin川崎』を記念して、川崎工場夜景イメージビールを発売する。その香りはコーヒーのコピ・ルアックより発想を得たとされている。商品名の『黒に浮かぶ』は、第11回全国工場夜景サミットに出演予定であり田上がファンである秦基博の2007年に発表された楽曲『赤が沈む』より名付けられており、田上は『赤が沈む』のアンサーとして『黒に浮かぶ』を製作したと書いている。ただ秦基博サイドにそのことは無断であり、田上は「秦基博ファンおよび関係者が、ひまわりのようなまっすぐなその優しさで受け流してくれることを願ってます」と書いている。
2021年4月、金山神社（川崎市）で毎年4月の第1日曜日に行われている『かなまら祭』の公式オリジナルビール『UTAMARO　blessed ale』（ウタマロ・ブレスド・エール）を発売する。2021年は4月限定の商品として発売された。
2021年5月、「高い価値のビールを高い価格で売る」という目的を掲げた『999Heads（スリーナインヘッズ）』プロジェクトを始動する。会員制のサイトを作り、会員のみに999Heads限定で製作された高価格のビールを販売するというプロジェクトであり、このプロジェクトの立ち上げにあたり田上は、クラフトビール業界で技術が評価される環境を作り、収益構造や人材問題を改善すると語っている。このプロジェクトには東海道BEERのみではなく、他のブルワリーも参加予定となっているが、2021年5月現在は東海道BEERの『アンタークチサイト』という商品のみしか発売されていない。